# Audubon Zoo
Koordinaten: 29° 55′ 27,6″ N, 90° 7′ 53,1″ W
Der Audubon Zoo ist ein Zoologischer Garten in New Orleans im US-Bundesstaat Louisiana. Der Name ehrt den amerikanischen Ornithologen John James Audubon. Der Zoo wird vom Audubon Nature Institute betrieben und bei der Association of Zoos and Aquariums (AZA) akkreditiert.

## Geschichte
1914 wurde der Audubon Zoo offiziell eröffnet. In den späten 1920er und frühen 1930er Jahren wurden erhebliche Ergänzungen vorgenommen, beispielsweise wurde ein Becken für Seelöwen gebaut sowie ein Hügel in eine Anlage für Primaten gestaltet. 1975 wurden die Anlagen erweitert und umfassend restauriert. Seitdem werden die einzelnen Bereiche des Zoos an die jeweils aktuellen Standards der Tierhaltung angepasst.
Vom Hurrikan Katrina war der Zoo 2005 aufgrund seiner leicht erhöhten Lage weniger schwer betroffen als die Umgebung. Dennoch verloren zwei Otter und ein Waschbär ihr Leben und mehrere hohe Bäume stürzten um. Schlimmer traf es das ebenfalls vom Audubon Nature Institute betriebene nahe gelegene Aquarium of the Americas, das zwar nur geringe Gebäudeschäden erlitt, wegen des Ausfalls der Notstromversorgung verendeten jedoch fast 10,000 Fische, da die für die Tiere lebensnotwendige Sauerstoffversorgung sowie die Wassertemperaturregelung nicht mehr weiterbetrieben werden konnten.

## Tierbestand und Anlagenkonzept
Im Audubon Zoo werden rund 2000 Tiere gehalten. Das Gelände ist in mehrere Sektionen unterteilt, deren Hauptbereiche sind: African Savanna, Asian Domain, Jaguar Jungle, Louisiana Swamp, Rivers Edge, Elephant Pavilion, Sea Lions Theater, Cool Zoo und Reptile Encount. Vögel sind in den Bereichen World of Birds und Audubon Aviary zu sehen. Für nachtaktive Tiere gibt es ein Noctarium. Einen Schwerpunkt bildet die Anlage World of Primates. Dort werden Gorillas, Orang-Utans, Gibbons und Mandrille sowie Klammeraffen-, Kapuzineraffen-Krallenaffen-, Brüllaffen-, Stummelaffen-, Meerkatzen- und Lemurenarten gezeigt.

## Arterhaltungs-, Zucht- und Schutzprogramme
Die Erhaltung gefährdeter Arten ist ein wesentliches Anliegen des Zoos. Der Audubon Zoo beteiligt sich an mehreren Naturschutzprojekten auf der ganzen Welt und arbeitet eng mit vielen weiteren Zoos und Naturschutzorganisationen zusammen, um die Individuenzahl gefährdeter und bedrohter Arten zu erhöhen. Der Zoo verfolgt beispielsweise folgende Projekte:

### Louisiana Pine Snake

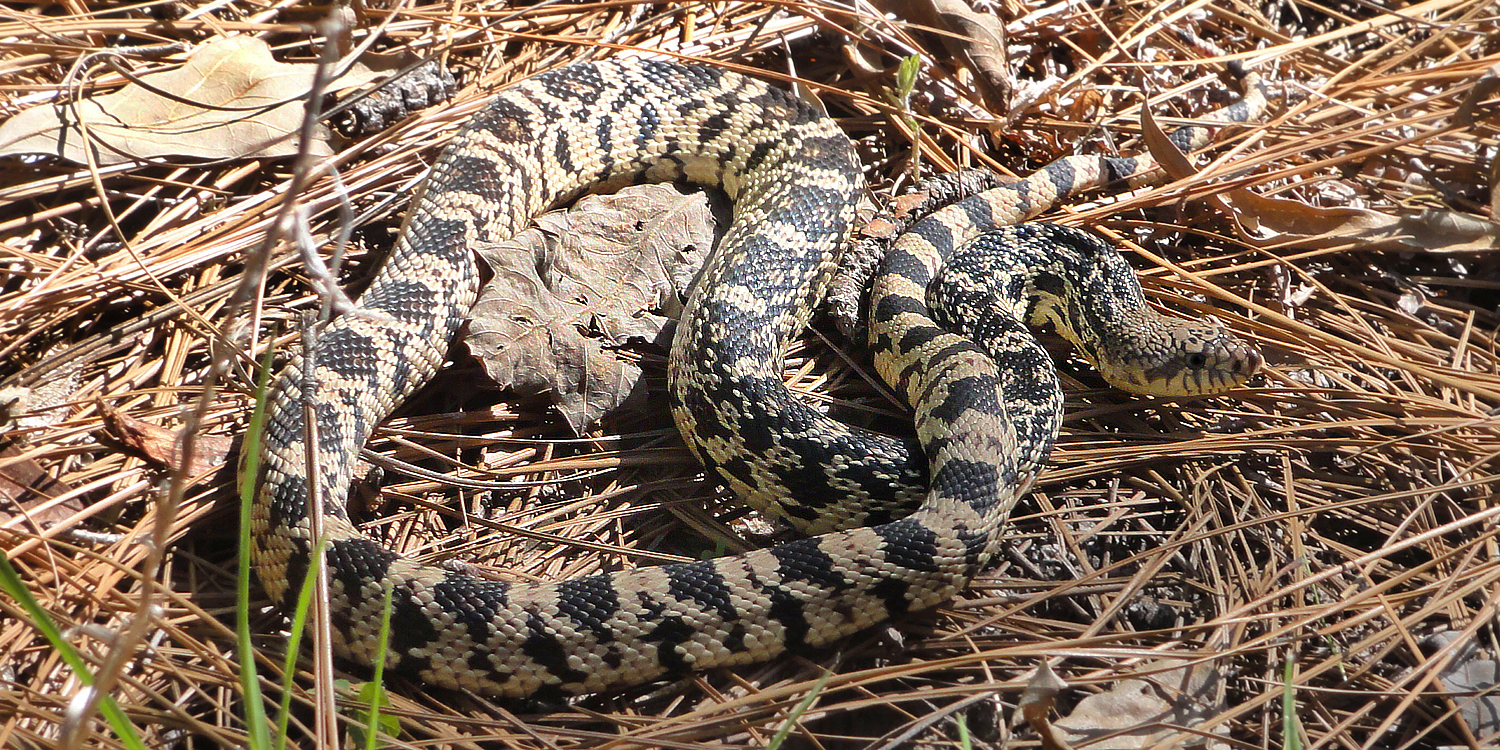
Pituophis ruthveni

Die endemisch in den USA, zu den Nattern (Colubridae) zählende Louisiana-Kiefernnatter Pituophis ruthveni ist seit den 1870er Jahren stark im Rückgang begriffen. Die Art wird deshalb von der Weltnaturschutzorganisation IUCN als „endangered = stark gefährdet“ geführt. Urbanisierung, Ausdehnung von Landwirtschaft, Straßenbau und Bergbau haben alle zum Verlust des Lebensraums der Schlangen beigetragen. Viele Tiere wurden beim Überqueren von Straßen von Kraftfahrzeugen überfahren. Außerdem gibt es eine direkte Bedrohung durch den Menschen und seine Haustiere. Die Entnahme von Individuen für den Tierhandel wirkt sich ebenfalls negativ aus. Den größten Einfluss auf den Populationsrückgang stellte jedoch das weiträumige Abholzen der einheimischen Fichtenkiefer Pinus echinata dar, wodurch das gesamte Ökosystem nachhaltig verändert wurde. Der Großteil der ursprünglichen Fichtenkieferwälder wurde durch die schnell wachsende Weihrauch-Kiefer (Pinus taeda)  ersetzt. Diese für den Holzhandel angelegten Plantagen haben spärliche und schlecht strukturierte Unterschicht-Pflanzengemeinschaften und machen die Gebiete für Pituophis ruthveni dadurch unbewohnbar. Der Audubon Zoo hat es sich zur Aufgabe gemacht, die Art in geeigneten Lebensräumen wieder anzusiedeln. Gemeinsame Zuchtprogramme mit dem Memphis Zoo, dem Jacksonville Zoo and Gardens und dem Fort Worth Zoo führten dazu, dass zwischen 2010 und 2024 insgesamt 178 Individuen von Pituophis ruthveni ausgewildert werden konnten. Vor der Freilassung wurden die Schlangen vermessen, gewogen und fotografiert, um den Körperzustand sowie alle individuellen Merkmale zu dokumentieren. Ihnen wurden außerdem Mikrochips eingepflanzt, die die Bewegungen sowie weitere Informationen zur Lebensweise der Schlangen speichern.

### Mississippi Sandhill Crane
Der Mississippi-Kranich (Antigone canadensis pulla), eine Unterart des Kanadakranichs (Antigone canadensis) kommt nur noch in einer kleinen, nicht wandernden Population im Bundesstaat Mississippi vor. Ehemals konnte man diese Kraniche in großen Schwärmen in den offenen Ebenen von Mississippi, Louisiana und Alabama beobachten. Ihre Zahl begann jedoch zu sinken, da die Stadtentwicklung ihren natürlichen Lebensraum einschränkte und Fressfeinde an ihre Nistplätze heranrückten. 1975 gründete der United States Fish and Wildlife Service (USFWS) auf Grundlage des Endangered Species Act das Mississippi Sandhill Crane National Wildlife Refuge, um die vom Aussterben bedrohten Mississippi-Kraniche und ihren Lebensraum in den feuchten Kiefernsavannen zu schützen. Zu diesem Zeitpunkt war der Kranichbestand auf etwa 35 Vögel geschrumpft. Um die Erholung zu unterstützen, arbeitete der USFWS mit Zoos zusammen, um einzelne Vögel in Gefangenschaft zu halten, sie zu züchten und die Nachkommen schließlich wieder im Schutzgebiet freizulassen. Das Freeport-McMoRan Audubon Species Survival Center, eine Einrichtung des Audubon Nature Institute, beteiligte sich 1995 an diesem Zuchtprojekt und ist heute eine von nur zwei Einrichtungen, die diese Kraniche beherbergen, züchten und wieder auswildern. Im Jahr 2016 betrug die freilebende Population der Mississippi-Kraniche etwa 130 Vögel, wobei 65 % davon im Survival Center geschlüpft und aufgezogen wurden.

### Sustainable Palm Oil
Der Bedarf an Palmöl ist in den vergangenen Jahren ständig gestiegen. Es gilt als beste Option für ein essbares Pflanzenöl, da es weniger Land, Pestizide und Dünger erfordert als andere Ölalternativen. Außerdem wird es zunehmend als nachwachsende Energiequelle, beispielsweise für die Produktion von Biokraftstoffen verwendet. Indonesien ist ein Hauptanbaugebiet für Ölpalmen. Dadurch werden jedes Jahr riesige Flächen an Regenwald in Borneo und Sumatra vernichtet, um mehr Ölpalmen anzupflanzen. Die Zerstörung des Regenwaldes schränkt weite Teile des Lebensraums ein, in dem Orang-Utans leben, weshalb dieses Art zum Symbol für den Konflikt zwischen industrieller Entwicklung und Naturschutz geworden ist.
Es gibt internationale Überlegungen, den Kauf von Palmöl aufgrund von sozialen und ökologischen Bedenken zu boykottieren. Der Audubon Zoo spricht sich jedoch gegen einen solchen Boykott aus. Sollte der internationale Markt für Palmöl eingestellt werden, würden vermutlich sowohl Palmölunternehmen als auch Kleinbauern auf den Anbau alternativer Pflanzen umsteigen. Ölpalmen sind jedoch weltweit die ertragreichste Ölpflanze. Ein Wechsel zu einem anderen Pflanzenöl (beispielsweise Sojaöl) für die Nahrungsmittelindustrie würde wesentlich mehr Landfläche zum Anbau benötigen, um den gleichen Ertrag zu erzielen. Dies würde den Verlust natürlicher Lebensräume gefährdeter Arten noch verstärken. Da allein in Indonesien über 4,5 Millionen Menschen von der Palmölindustrie als Haupteinnahmequelle abhängig sind, wird Palmöl dort weiter angebaut werden. Palmölproduzenten sollten jedoch verpflichtet werden, die Umwandlung von besonders schützenswerten Gebieten einzustellen. Stattdessen sollten bestehende Plantagen optimiert werden, um so die Ausbeute zu steigern. Außerdem sollte jegliche Ausweitung auf degradiertes Land beschränkt bleiben.

## Galerie
Die nachfolgende Bildauswahl zeigt einige Tiere aus dem Audubon Zoo:

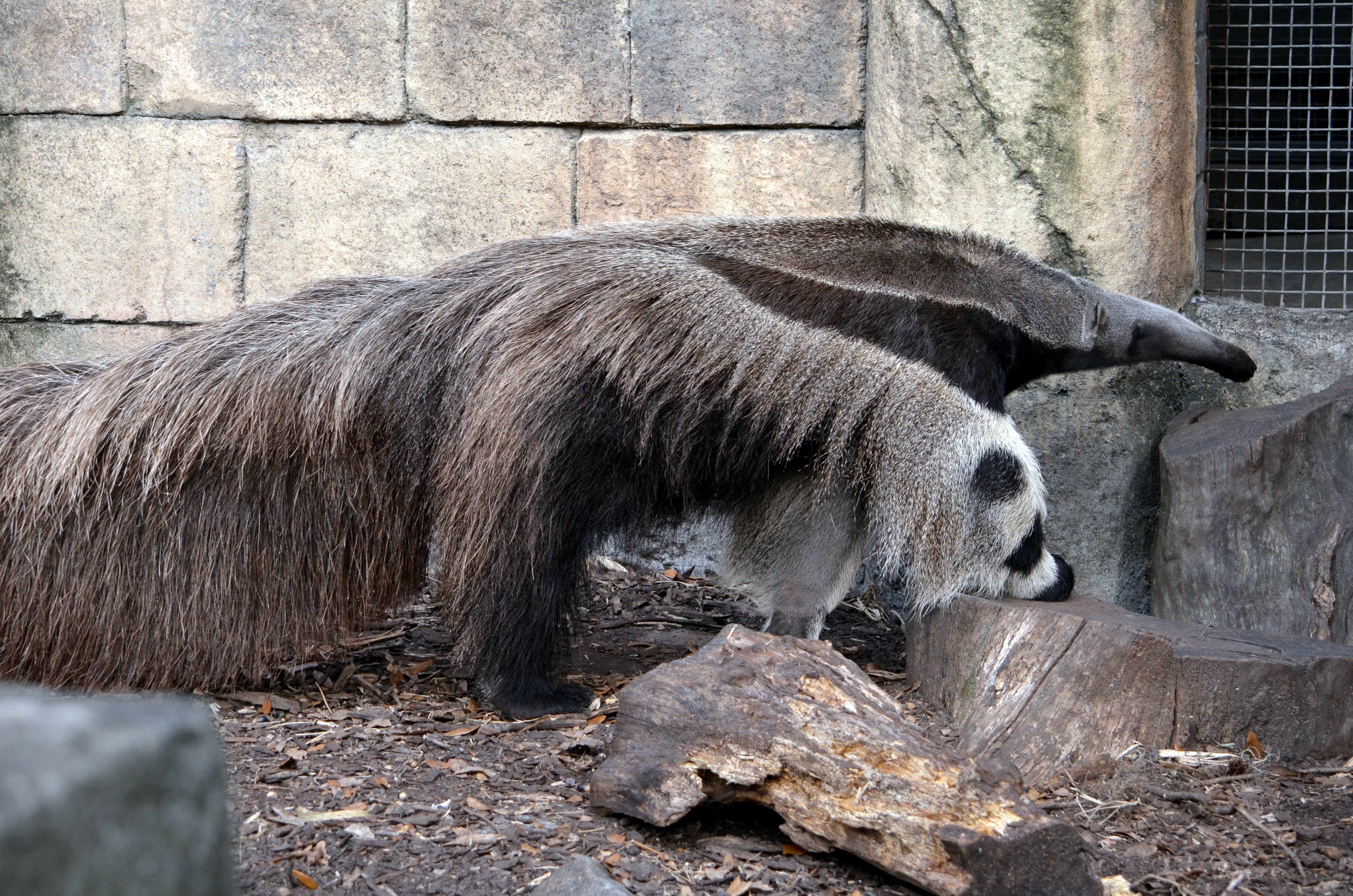
Großer Ameisenbär
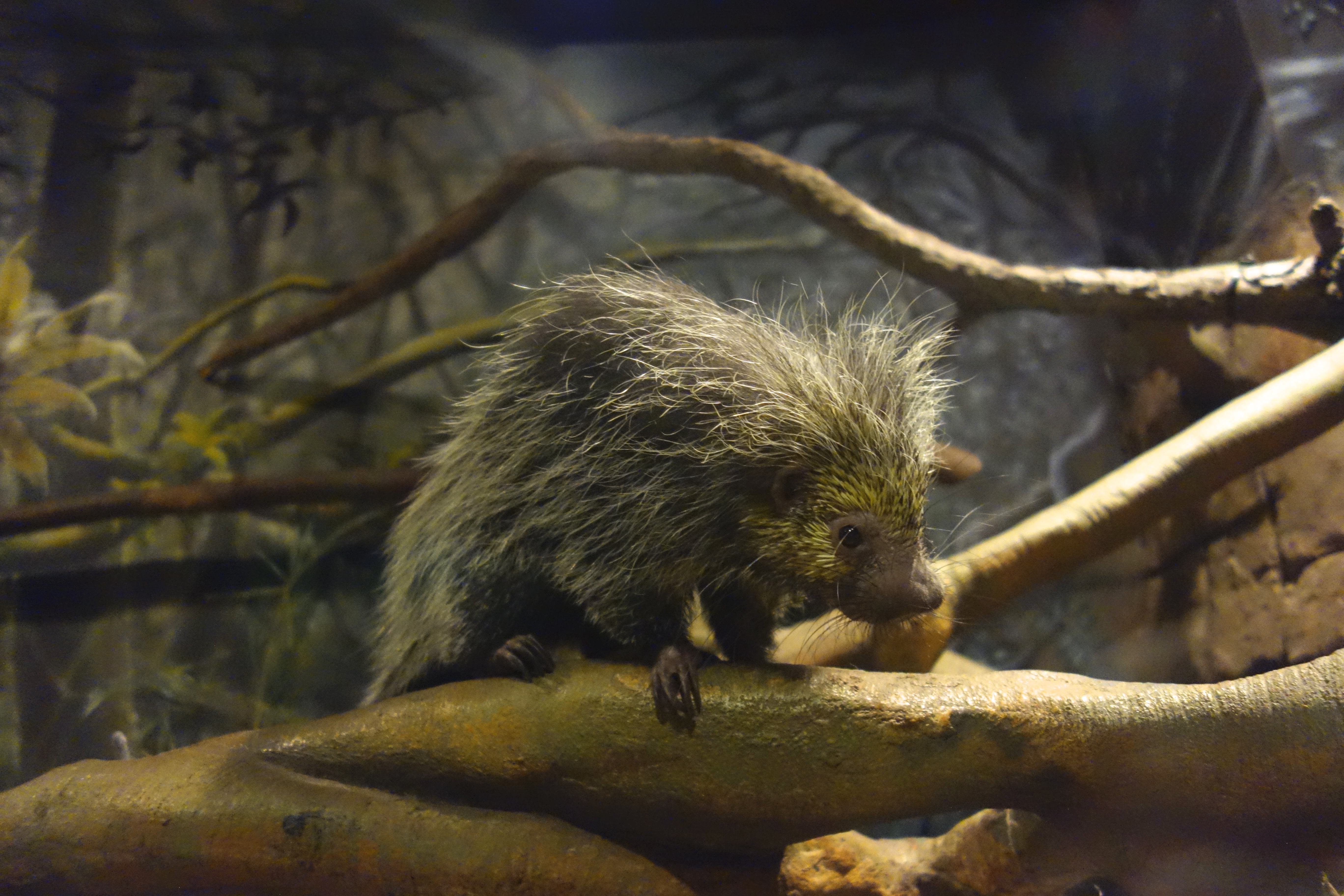
Mittelamerikanischer Baumstachler
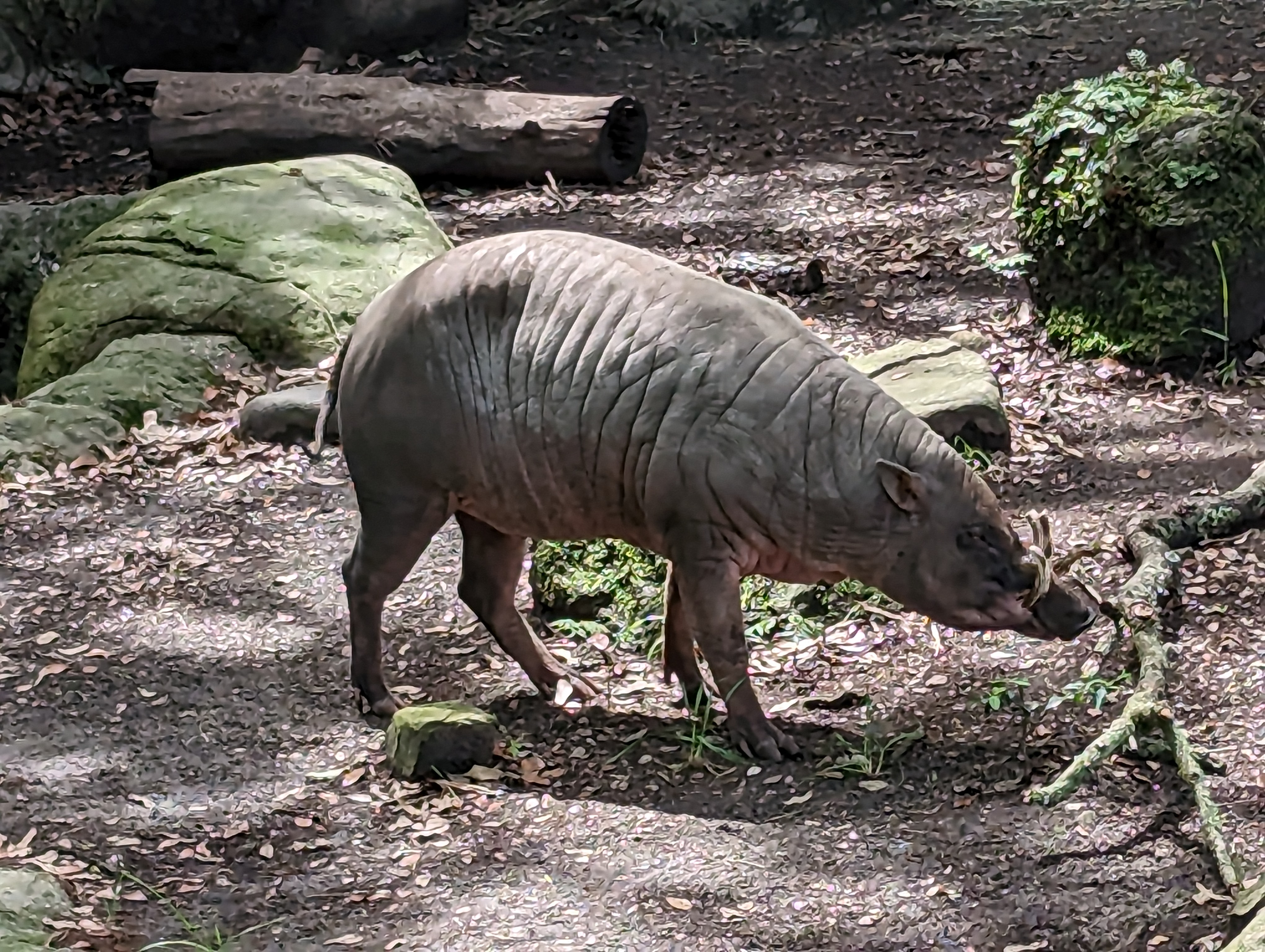
Sulawesi-Hirscheber
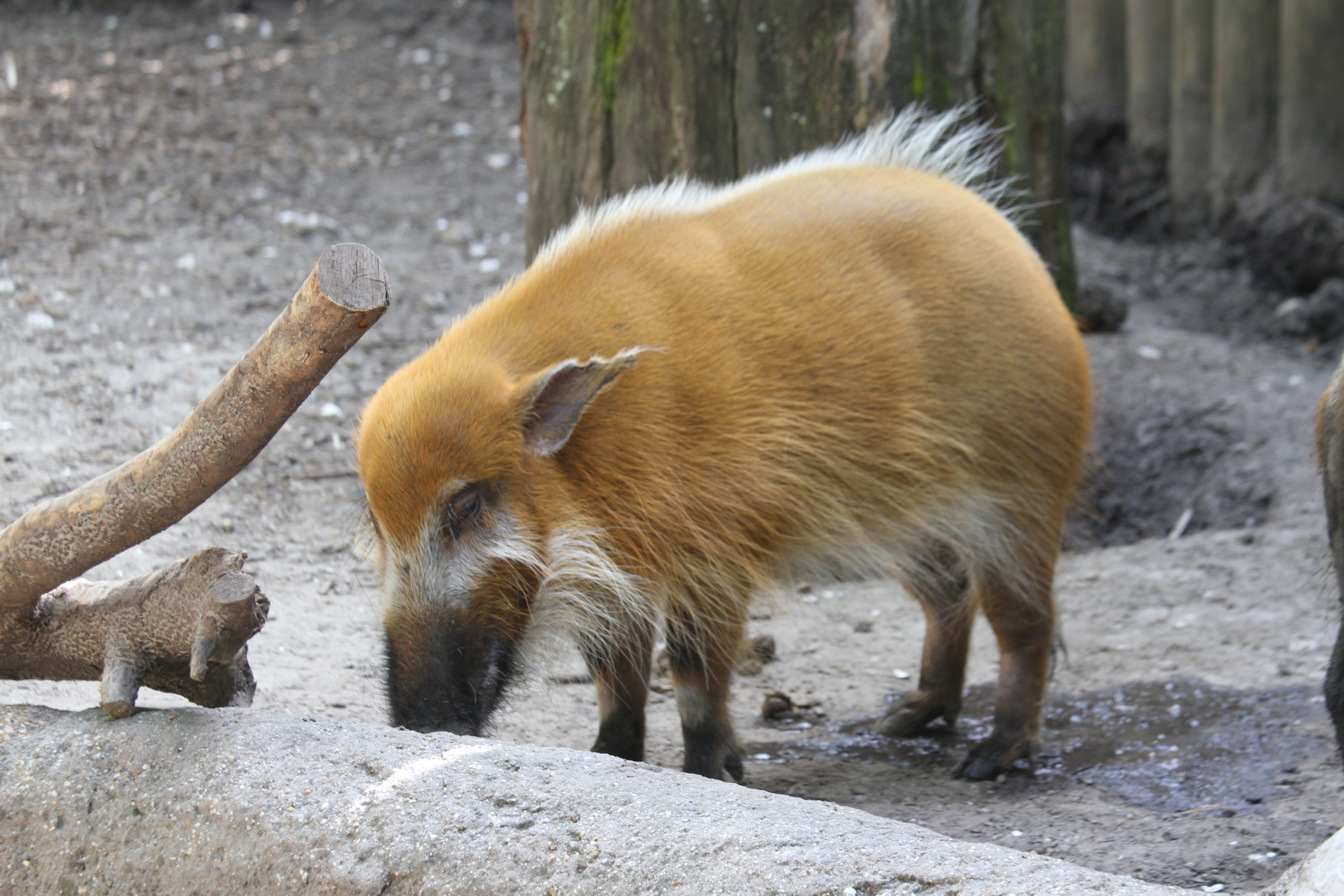
Pinselohrschwein
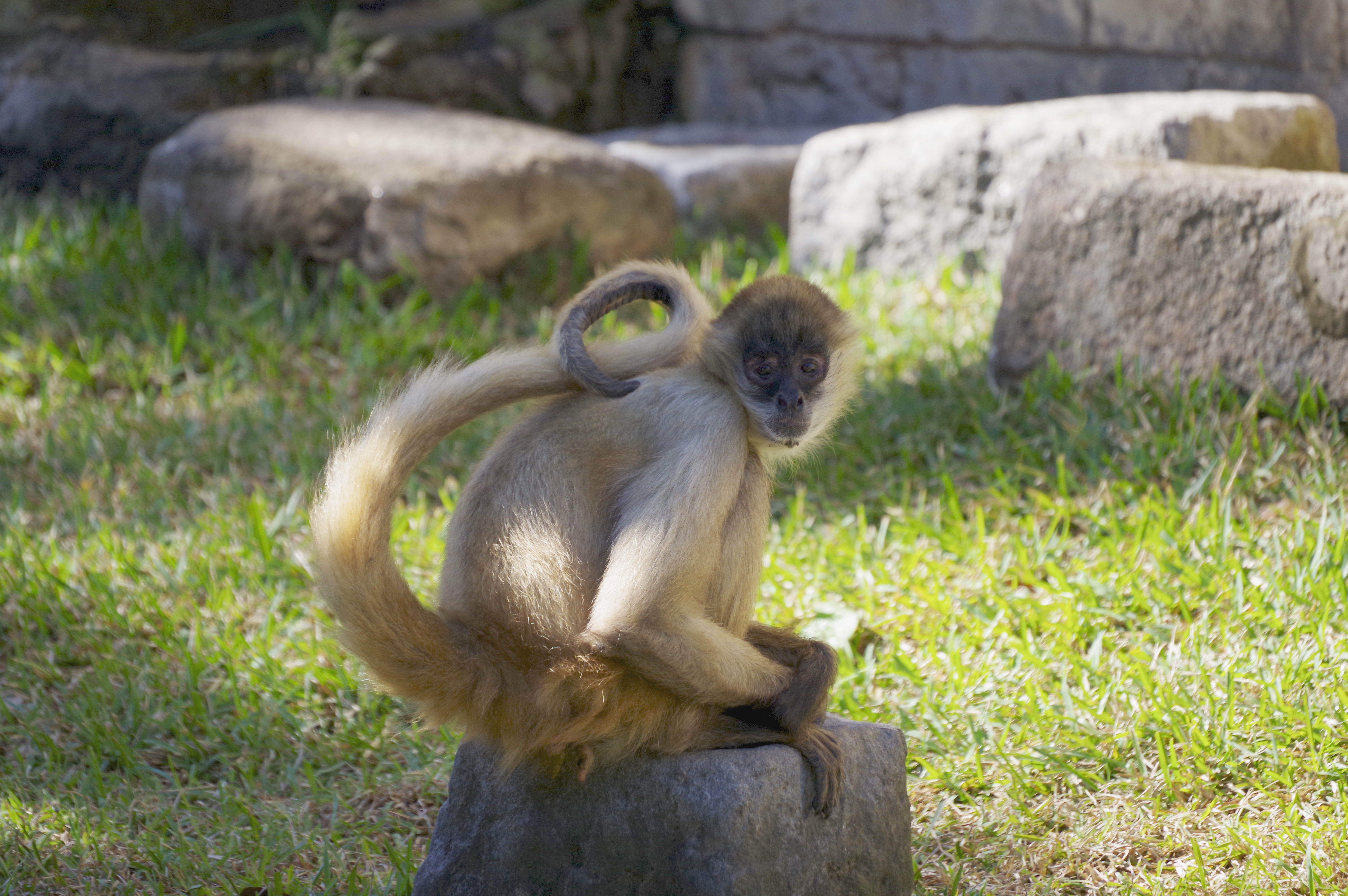
Geoffroy-Klammeraffe
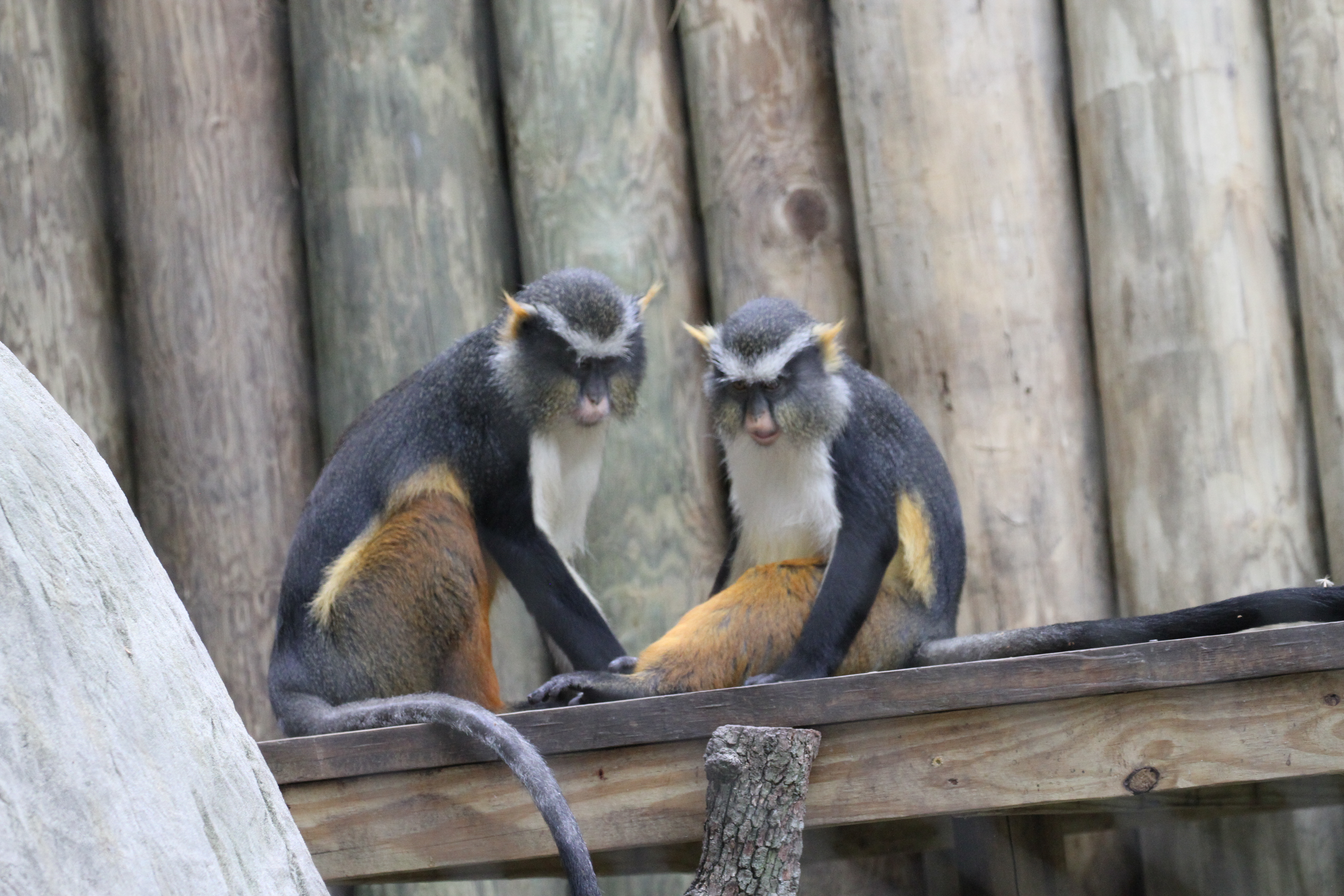
Wolf-Meerkatzen
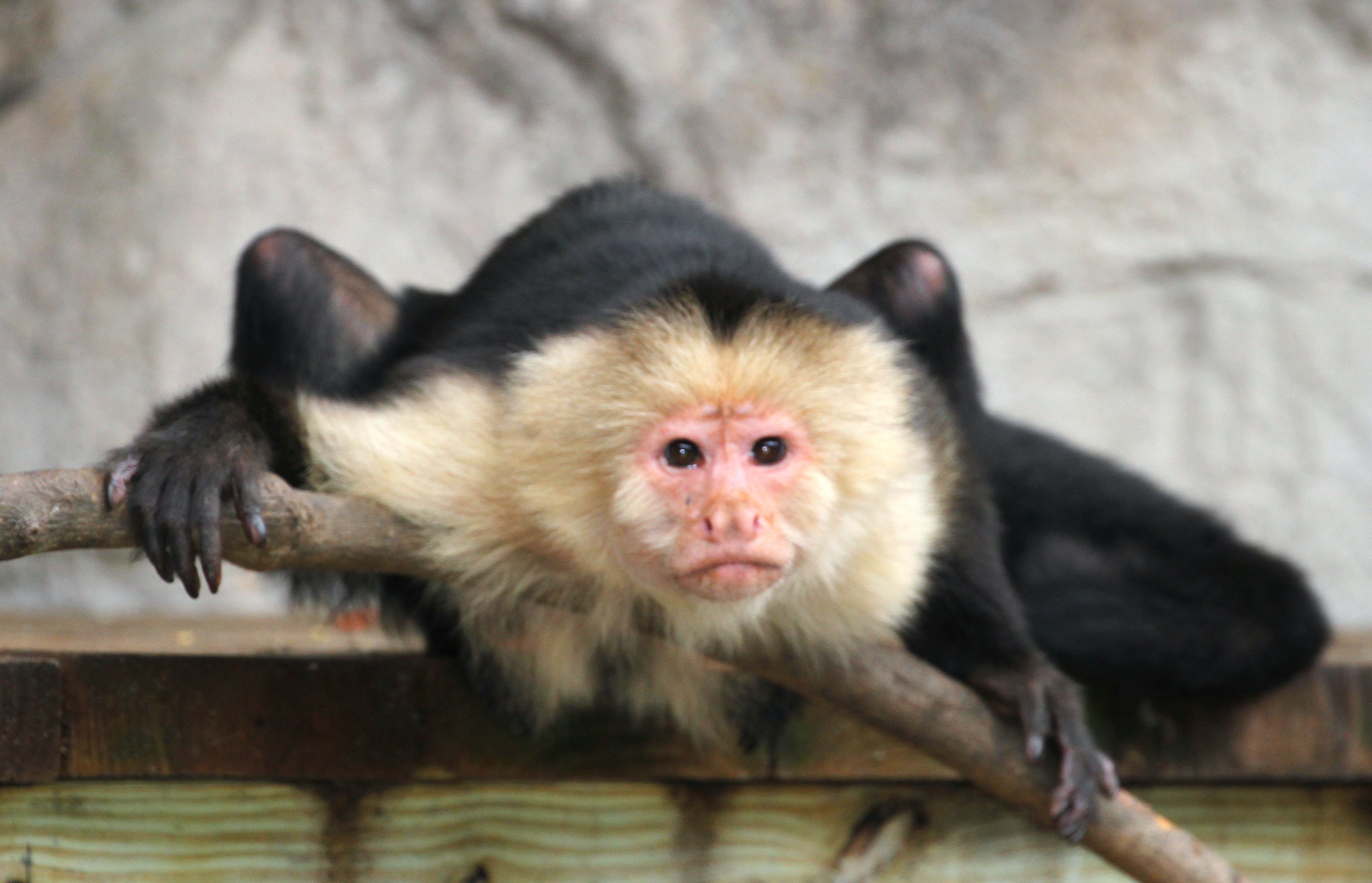
Weißschulter-Kapuzineraffe
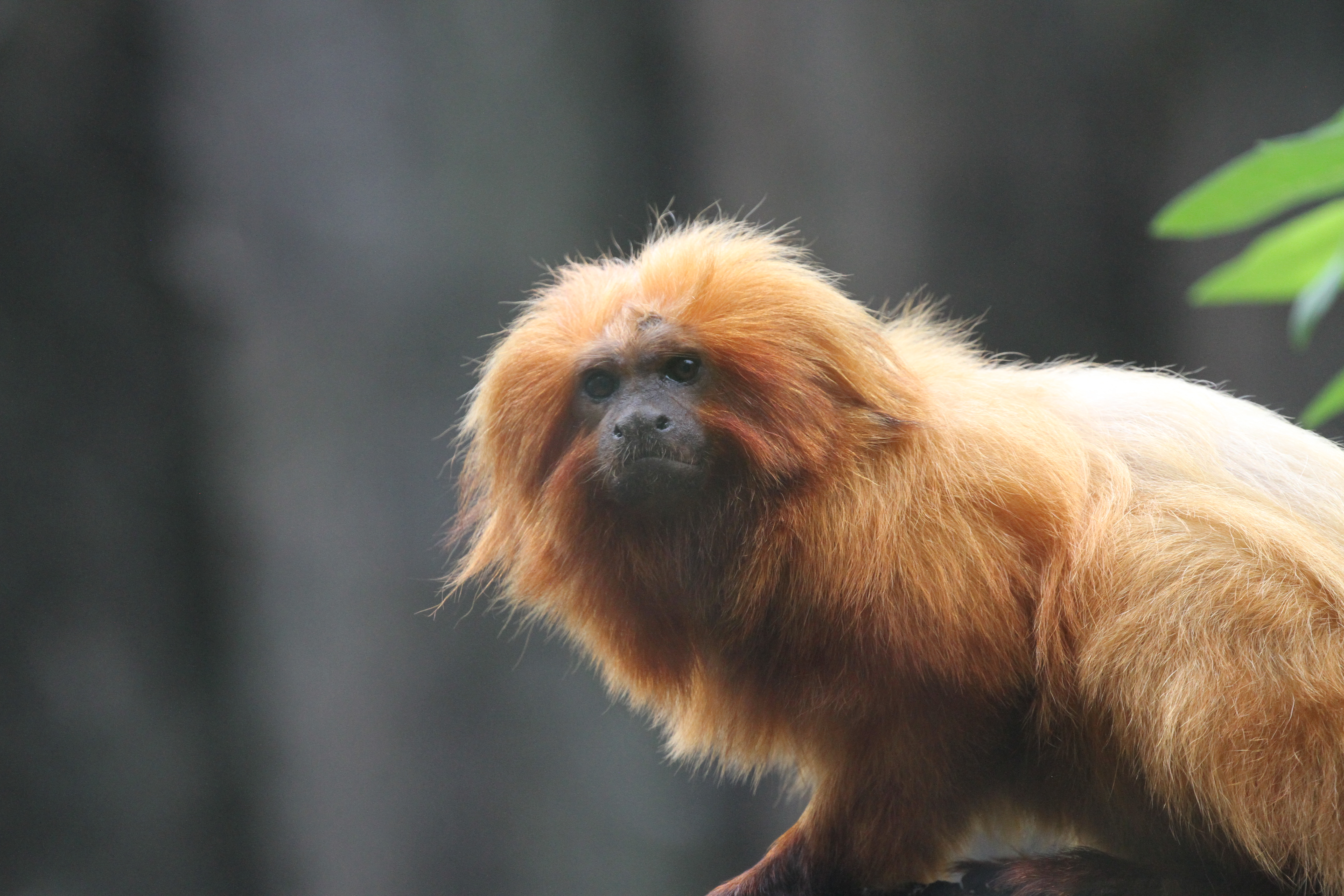
Goldenes Löwenäffchen
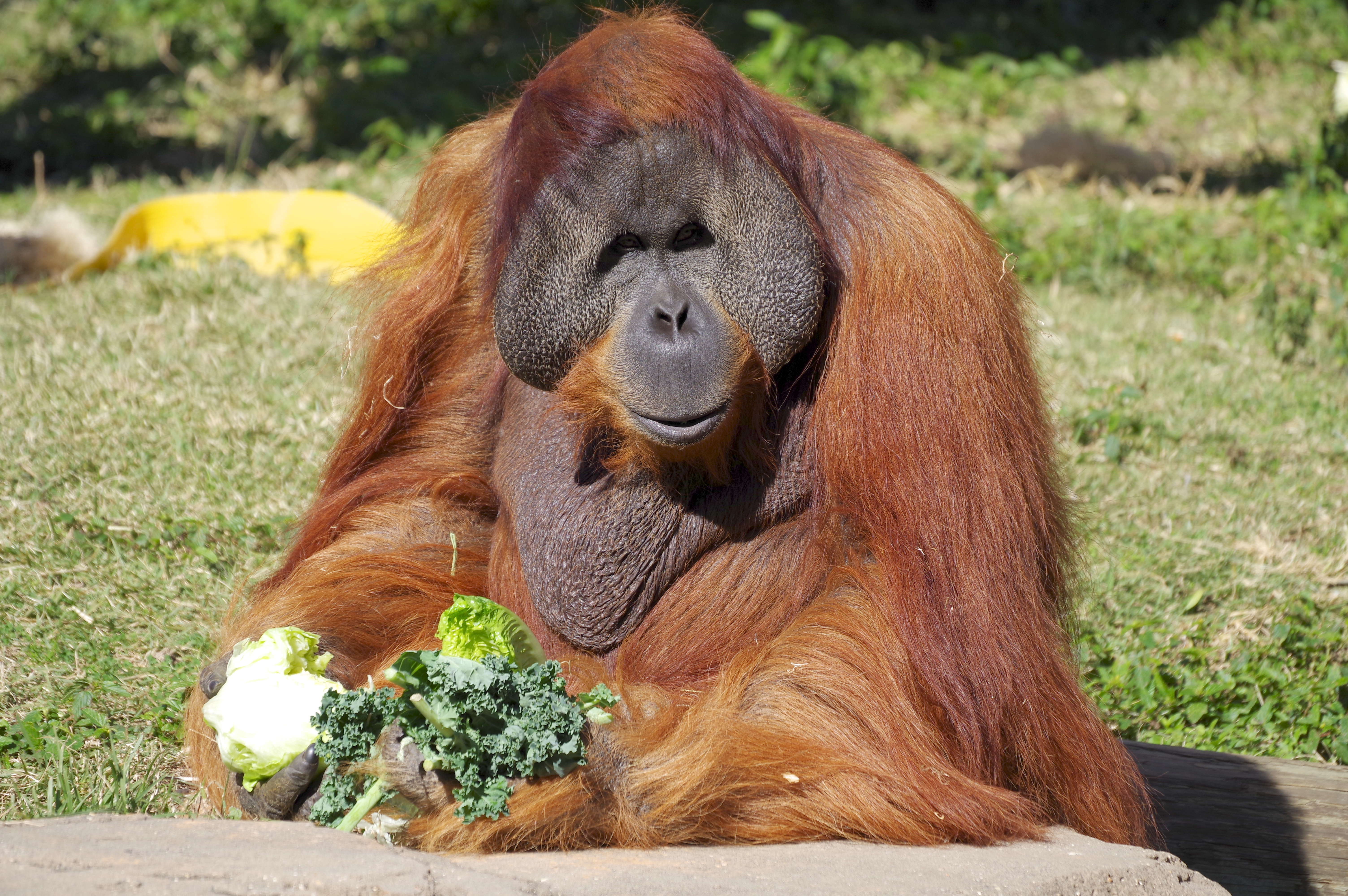
Borneo-Orang-Utan, Männchen
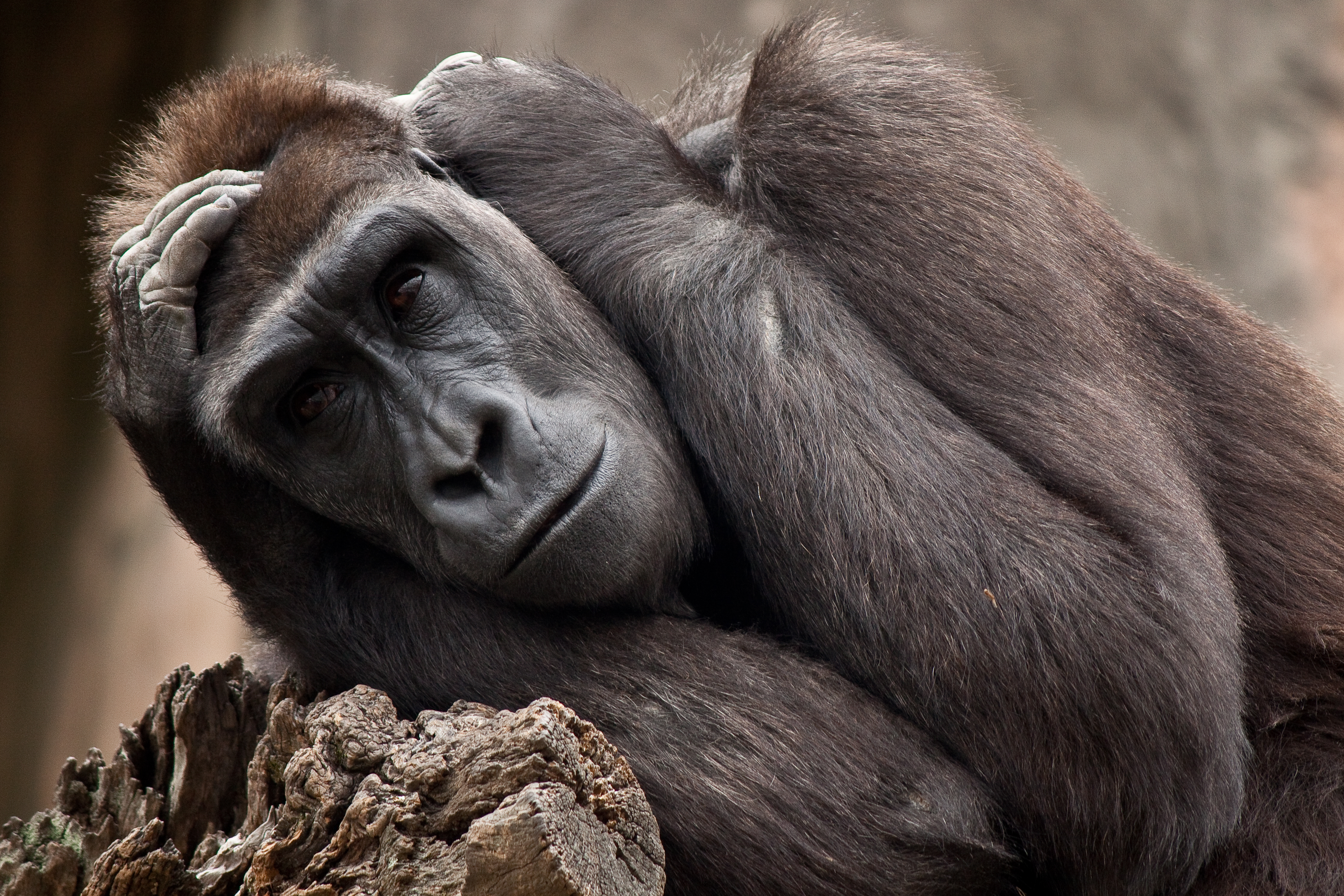
Westlicher Flachlandgorilla
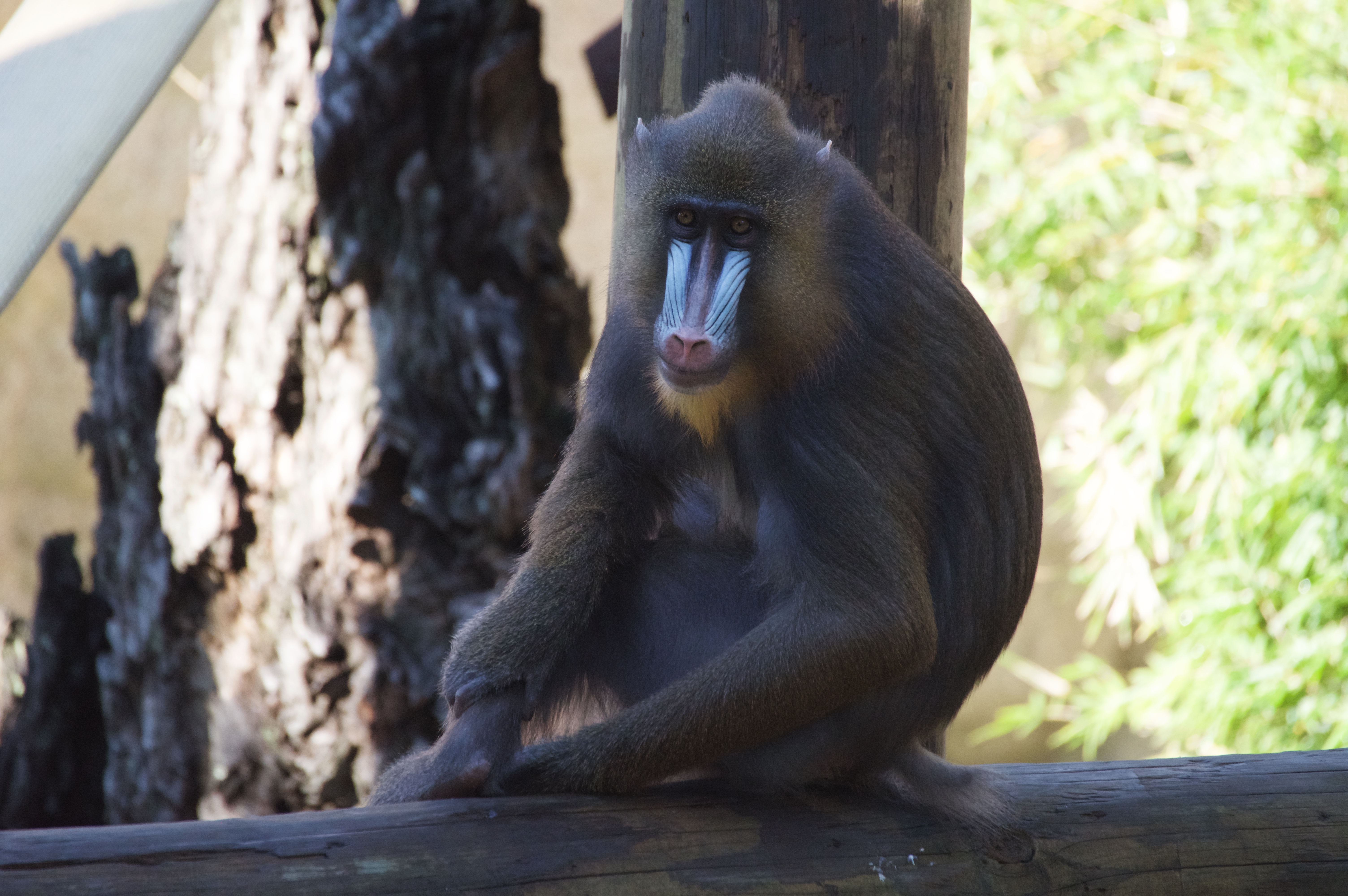
Mandrill
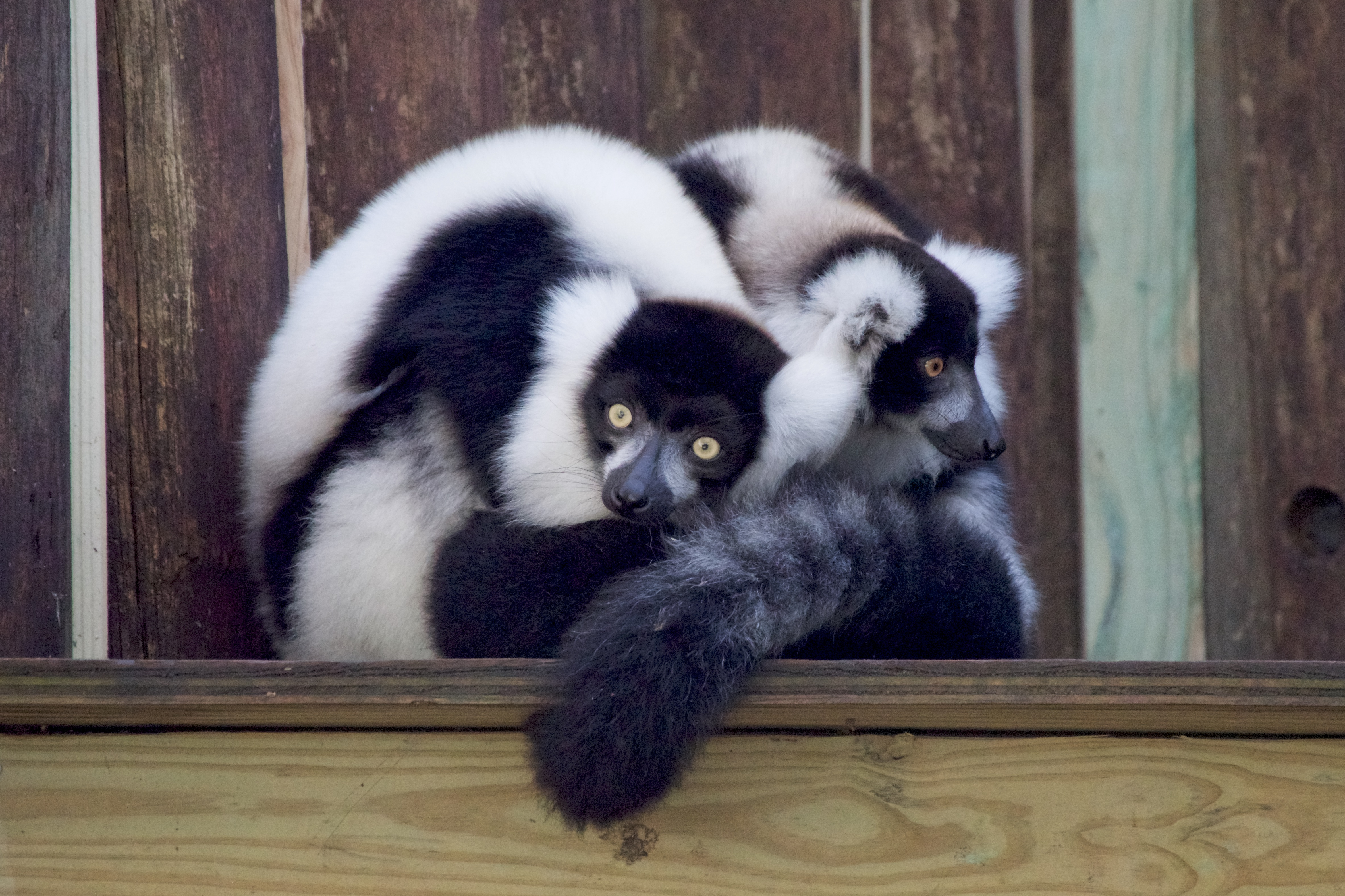
Schwarzweiße Vari